# Lamyrodes argillacea
Lamyrodes argillacea är en fjärilsart som beskrevs av Turner 1916. Lamyrodes argillacea ingår i släktet Lamyrodes och familjen vecklare. Inga underarter finns listade i Catalogue of Life.